# Røssvatnet
Røssvatnet (samisch: Reevhtse) ist Norwegens zweitgrößter Binnensee. Er liegt in den Kommunen Hattfjelldal und Hemnes im Fylke Nordland. 
Seit 1957 wird die Wassermenge reguliert. 
Das Øvre Røssåga kraftverk nutzt den Höhenunterschied zwischen Røssvatnet und Stormyrbassenget zur Stromgewinnung aus. Somit gehört der Røssvatnet zum Einzugsgebiet der Røssåga. 
Vom höhergelegenen Bleikvatnet wird Wasser dem Røssvatnet zugeleitet.
Am Røssvatnet gibt es seit der Steinzeit Besiedlungen.